# Nir Oz

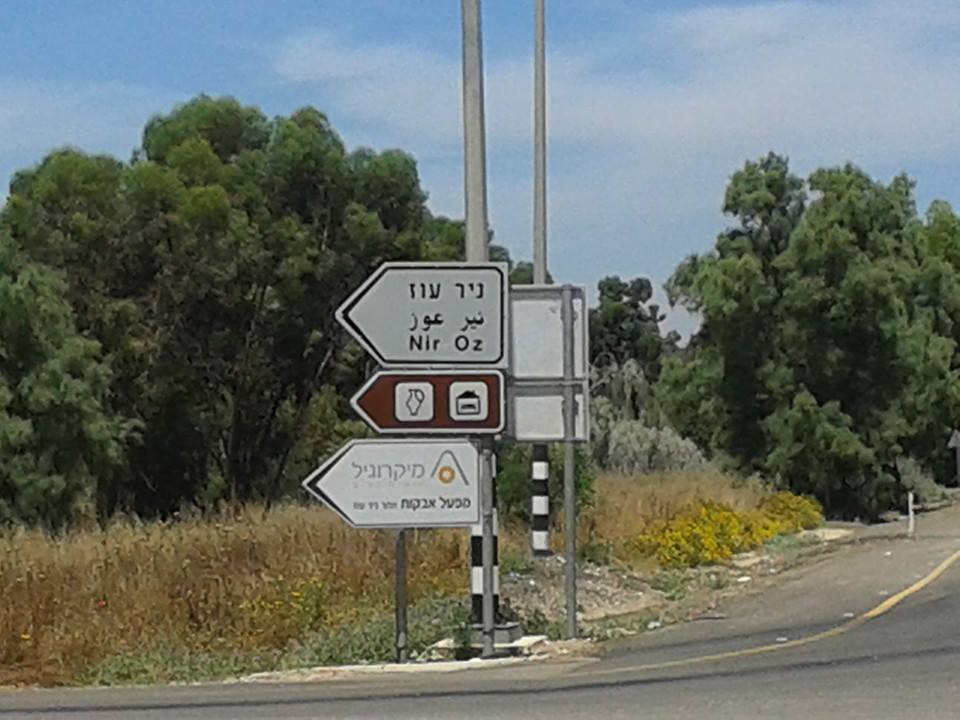
Nir Oz felé vezető útjelző tábla (2014-ben készült)

Nir Oz (héberül: נִיר עֹז, ניר עוז) egy 20 km²-es kibuc Dél-Izraelben, a Negev-sivatag északnyugati csücskén, Magen és Nirim között. A Nir Oz Eshkol Regionális Tanács fennhatósága alá tartozik. 2021 ben 393 lakosa volt.

## Történelem
1955. október 1-jén a Nahal településként alapított Nir Ozt két hónappal később kibucként ismerték el. Egy Shlomo Margalit nevű lakos 2013-ban elmondása szerint 1952 körül mosav volt a helyszínen, „de túl sok tag lett fedayeenok (proto Palesztin terroristák) áldozata vagy hagyta ott a mosavot, amit ezért feloszlattak”. A kibucnál az alapításkor mindössze négy fa nőtt; idővel az alacsony vizű tájrendezés modelljévé fejlesztették. A Hasomer Hacair egy 70 tagú alapító csoportja 1957 májusában vette át a Nir Oz irányítását.
Gázához való közelsége miatt a Nir Oz földművesei gyakran esnek áldozatul a Palesztin terroristák mesterlövészeinek. 2008-ban az izraeli védelmi erők arra kérték a kibucot, hogy földműveseik éjszaka szedjék le a burgonyát, hogy a támadások kockázatát csökkentsék. 2008. június 5-én a Gázai övezetből kilőtt aknavető bomba a kibucon talalható nirlati festékgyárat eltalálta, és megölte egy alkalmazotját, és négy másik személyt pedig megsebesített. A támadást a Hamász vállalta magára. 2013-ban Nir Oz közelében fedezték fel az egyik terror alagutat. Egy 2023-ban megjelent könyv a Jordán folyó völgyének vízéről beszámolt arról, hogy a falunak számos „önálló óvóhelye volt, mindegyik 67 tonnás”.

### 2023-as Izrael–Hamász-háború
Az Izrael ellen irányult 2023. október 7-i meglepetésszerű támadásban Nir Oz 400 lakosának körülbelül egynegyedét lemészárolták, megsebesítették vagy elrabolták. A túlélőket pedig Eilatba evakuálták. A New York Times szerint "Nir Oz kibucban már senki sem lakik”.

## Gazdaság
Nir Oznak a mezőgazdaságon kívül van egy szilícium tömítőanyag-termék gyára és egy mérnöki cége is. Az elmúlt években Nir Oz jelentős, exportra szánt, spárga termelővé vált. A mezőgazdasági munkások egy időben gázaiak voltak, de az utóbbi években őket thaiföldi munkások váltották fel. A kibuc, ezenfelül, ökoturisztikai célpontként is kezdte hirdetni magát. Az ivóvizet egy ashkeloni sótalanító üzem biztosítja; Az öntözővíz pedig Shafdanból származó újrahasznosított víz.

## Ökoszisztéma
1960-ban Nir Oz a kibuc földjein egy 27 holdas (110,000 m2-es) erre a célra elkerített területen egy hosszú távú víztakarékos kertészeti projektet hozott létre. A Hayyim Kahanovich tájépítész által tervezett kert az ország középső és északi részén felhasznált víz mindössze 50 százalékát használja fel. A projekt a Negevi Ben Gurion Egyetemmel együttműködésben zajlik, és kutató- és megfigyelőhelyként szolgál az ország minden részéről ide érkező kutatók, kertészek, tanárok és diákok számára. 2011-ben a helyszín egy olyan program része volt, amelynek célja az volt, hogy csökkentsék a Gázából indított lehetséges merényletek látóterét egy izraeli eukaliptusz -ültetési program révén, amelynek célja a nyugati Negev-sivatag faborításának növelése volt. 2023-ra a kibucban 65 eukaliptuszfaj élt, amelyet „Dél-Afrikából, Dél-Amerikából és Baja Kaliforniából importált magokból termesztettek”. A kibuc pulykákat is tartott, amelyek a Hamász támadása során vagy megszöktek vagy szabadon lettek engedve, és azóta szabadon kóborolnak.

## Fordítás
Ez a szócikk részben vagy egészben  a   Nir Oz című angol Wikipédia-szócikk ezen változatának fordításán alapul.  Az eredeti cikk szerkesztőit annak laptörténete sorolja fel. Ez a jelzés csupán a megfogalmazás eredetét és a szerzői jogokat jelzi, nem szolgál a cikkben szereplő információk forrásmegjelöléseként.